# Бабіков Макар Андрійович
Макар Андрійович Бабіков (31 липня 1921, с. Усть-Цильма, Архангельська губернія — 2 лютого 2009, Москва) — учасник німецько-радянської війни (розвідник 181-го особливого розвідувального загону Північного флоту) і Радянсько-японської війни (головний старшина, командир взводу 140-го окремого розвідувального загону особливого призначення Тихоокеанського флоту). Герой Радянського Союзу (1945), полковник у відставці.

## Біографія
У ВМФ з 1940 року. Закінчив Об'єднаний навчальний загін Північного флоту на початку 1941 року і служив червоноармійцем 58-го окремого артилерійського дивізіону флоту. З червня 1941 року учасник німецько-радянської війни на Північному флоті. З червня 1942 року служив в 4-му окремому загоні моряків, на базі якого був сформований 181-й особливий розвідувальний загін штабу флоту. У цьому загоні був командиром відділення, командиром взводу. Брав участь в десятках разведрейдах в тил противника. З 1942 року член ВКП (б).
В період радянсько-японської війни в серпні 1945 року висаджувався з десантами в порти Юки (Унгі), Расін (Расон), Гендзан (Вонсан). Командир взводу окремого розвідувального загону особливого призначення Тихоокеанського флоту, головний старшина. 13 серпня 1945 року з своїми бійцями першим висадився в порту Сейсін (нині — Чхонджин), прорвавшись в тил противника. Десантники захопили міст, відрізавши противнику шляхи відходу; Бабіков був поранений, але не залишив поле бою, за що пізніше йому було присвоєно звання Героя Радянського Союзу.
З 1946 року в запасі. У 1946—1948 роках був секретарем Комі окружного комітету комсомолу. У 1951 році закінчив Вищу партійну школу при ЦК ВКП (б) і незабаром був обраний першим секретарем Комі окружного комітету ВЛКСМ. З 1955 року — начальник відділу в Управлінні Комітету державної безпеки по Комі АРСР.
C 1959 року був першим секретарем Печорського міського комітету КПРС. З 1962 року — заступник голови Ради Міністрів Комі АРСР. З 1963 року — в Москві, працював в апараті ЦК КПРС, з 1965 року — в апараті Ради Міністрів Української РСР. З 1986 року — на пенсії.
Помер 2 лютого 2009 року, похований на Троєкурівському цвинтарі в Москві.